# Суверена држава
Суверена држава је држава са дефинисаном територијом која има унутрашњи и спољашњи суверенитет, стално становништво, владу, независност од других држава и капацитет да уђе у међународне односе са другим сувереним државама. Влада суверене државе држи правну власт над свом тамошњом имовином. Такође се уобичајено подразумева да држава није подређена неком, или субјект неке друге државе и организације. Иако у неким апстрактним условима суверена држава може иако је нису признале друге суверене државе, непризнате државе ће често имати проблеме да уживају пуне моћи при склапању споразума и да улазе у дипломатске односе са другим сувереним државама.
Међународно право дефинише суверене државе као оне које имају стално становништво, дефинисану територију (види територијалне спорове), једну владу и способност да ступе у односе са другим сувереним државама. Према декларативној теорији државности, суверена држава може постојати а да је не признају друге суверене државе. Непризнате државе ће често имати потешкоћа да остваре пуна овлашћења за склапање уговора или да се укључе у дипломатске односе са другим сувереним државама.

## Вестфалски суверенитет
Вестфалски суверенитет је концепт суверенитета националне државе заснован на територијалности и одсуству улоге спољних агената у домаћим структурама. То је међународни систем држава, мултинационалних корпорација и организација који је започео Вестфалским миром 1648. године.
Суверенитет је термин који се често злоупотребљава. Све до 19. века, радикализовани концепт „стандарда цивилизације“ се рутински примењивао како би се утврдило да су одређени људи у свету „нецивилизовани“ и да им недостају организована друштва. Та позиција се огледала и конституисала у идеји да је њихов „суверенитет“ или потпуно недостајао или је бар био инфериорног карактера у поређењу са оним „цивилизованих“ људи.“ Ласа Опенхајм је рекао: „Можда не постоји концепција чије је значење спорније од суверенитета. Неоспорна је чињеница да ова концепција, од тренутка када је уведена у политичке науке до данас, никада није имала смисао, који је био универзално прихваћен.“ По мишљењу Х. В. Евата из Вишег суда Аустралије, „суверенитет није ни питање чињеница, ни питање права, већ питање које се уопште не поставља.“
Суверенитет је добио другачије значење са развојем принципа самоопредељења и забране претње или употребе силе као jus cogens норми савременог међународног права. Повеља Уједињених нација, Нацрт Декларације о правима и дужностима држава и повеље регионалних међународних организација изражавају став да су све државе правно једнаке и да уживају иста права и дужности на основу саме чињенице свог постојања као лица под међународним закон. Право нација да одређују свој политички статус и врше трајни суверенитет у границама својих територијалних јурисдикција је широко признато.
У политичким наукама, суверенитет се обично дефинише као најбитнији атрибут државе у виду њене потпуне самодовољности у оквирима одређене територије, односно њене превласти у унутрашњој политици и независности у спољној.
Назван по Вестфалском уговору из 1648. године, Вестфалски систем државног суверенитета, који је, према Брајану Тарнеру, „направио мање или више јасно раздвајање између религије и државе, и признао право принчева 'да исповедају' државу, тј. да утврђују верску припадност својих краљевстава на прагматичном принципу cuius regio eius religio [чија област, његова религија].”
Пре 1900. године, суверене државе су уживале апсолутни имунитет од судског процеса, изведен из концепта суверенитета и вестфалске једнакости држава. Овлашћења државе коју је први артикулисао Жан Боден, сматрају се suprema potestas  унутар територијалних граница. На основу овога, судска пракса се развијала у правцу давања имунитета од гоњења страним државама у домаћим судовима. У Шунеровој размени против М'Фадона, главни судија Врховног суда Сједињених Држава Џон Маршал написао је да је „савршена једнакост и апсолутна независност суверена“ створила класу случајева у којима се „подразумева да се сваки суверен одриче вршења дела те потпуне искључиве територијалне надлежности, за коју се наводи да је атрибут сваког народа“.
Апсолутни суверени имунитет више није тако широко прихваћен као што је био у прошлости, а неке земље, укључујући Сједињене Државе, Канаду, Сингапур, Аустралију, Пакистан и Јужну Африку, увеле су рестриктивни имунитет статутом, који експлицитно ограничава јурисдикцијски имунитет на јавна дела, али не и приватна или комерцијална, иако не постоји прецизна дефиниција по којој се јавна дела могу лако разликовати од приватних.

## Признање
Државно признање означава одлуку суверене државе да третира други ентитет као суверену државу. Признање може бити изражено или подразумевано и обично је ретроактивно по својим ефектима. То не значи нужно жељу за успостављањем или одржавањем дипломатских односа.
Ниједна дефиниција није обавезујућа за све чланове заједнице народа у погледу критеријума државности. У пракси, критеријуми су углавном политички, а не правни. и Чехословачке у Првом светском рату и објаснио да „пошто је признање државности ствар дискреције, отворено је за сваку постојећу државу да прихвати као државу било који ентитет који жели, без обзира на постојање територије или успостављене владе.“
У међународном праву, међутим, постоји неколико теорија о томе када држава треба да буде призната као суверена.

### Конститутивна теорија
Конститутивна теорија државности дефинише државу као правно лице међународног права, ако и само ако је призната као суверена од најмање једне друге државе. Ова теорија препознавања развијена је у 19. веку. Према њој, држава је суверена ако је друга суверена држава признаје као такву. Због тога нове државе нису могле одмах да постану део међународне заједнице или да буду везане за међународно право, а признате нације нису морале да поштују међународно право у свом опхођењу са њима. Године 1815, на Бечком конгресу, Завршни чин је признао само 39 суверених држава у европском дипломатском систему, и као резултат тога, чврсто је утврђено да ће у будућности нове државе морати да признају друге државе, а то је значило у пракси признање од стране једне или више великих сила.
Једна од главних критика овог закона је конфузија која настаје када неке државе признају нови ентитет, али друге не. Херш Лаутерпачт, један од главних заговорника теорије, сугерисао је да држава мора да додели признање као могуће решење. Међутим, држава може користити било који критеријум када процењује да ли треба да ода признање и нема обавезу да користи такве критеријуме. Многе државе могу признати другу државу само ако је то у њихову корист.
Године 1912, Л. Ф. Л. Опенхајм је рекао следеће, у вези са конститутивном теоријом:
Међународно право не каже да држава не постоји све док није призната, али не обраћа пажњу на њу пре њеног признања. Само и искључиво признањем дата држава постаје међународно лице и субјект међународног права.

### Декларативна теорија
Насупрот томе, декларативном теоријом државности држава је дефинисана као правно лице у међународном праву ако испуњава следеће критеријуме: 1) дефинисана територија; 2) стално становништво; 3) влада и 4) способност да ступа у односе са другим државама. Према декларативној теорији, државност ентитета је независна од признавања од стране других држава, све док суверенитет није стечен војном силом. Декларативни модел је најизразитије артикулисан у Монтевидејској конвенцији из 1933. године.
„Територију“ у контексту међународног права чине копнена територија, унутрашње воде, територијално море и ваздушни простор изнад територије. Не постоји захтев за стриктно разграниченим границама или минималном величином земљишта, али се вештачке инсталације и ненасељиве територије не могу сматрати територијама довољним за државност. Термин 'стално становништво' дефинише заједницу која има намеру да трајно насели територију и способна је да подржи надградњу државе, иако не постоји захтев за минималним бројем становника. Влада мора бити способна да врши ефективну контролу над територијом и становништвом (захтев познат у правној теорији као 'тест ефективне контроле') и гарантује заштиту основних људских права правним методама и политикама. „Капацитет да се ступи у односе са другим државама“ одражава степен независности ентитета.
Члан 3. Монтевидео конвенције проглашава да је политичка државност независна од признања од стране других држава и да држави није забрањено да се брани. Насупрот томе, конститутивна теорија државности сматра да је признање услов за државност. Важан део конвенције био је члан 11. који забрањује употребу војне силе за стицање суверенитета.
Слично мишљење о „условима под којима ентитет чини државу“ изражавају становишта Бадинтеровог арбитражног комитета Европске економске заједнице, који је утврдио да се држава дефинише тако што има територију, становништво, владу и капацитет за улазак у односе са другим државама.